# Crumlin, Irland
Crumlin är en stadsdel i Irlands huvudstad Dublin. Antalet invånare är 11 294.